# Bizmutit
Bizmutit je bizmutni karbonatni mineral sa formulom Bi2(CO3)O2 (bizmut subkarbonat). Bizmutit se javlja kao proizvod oksidacije drugih minerala bizmuta kao što su bizmutinit i prirodni bizmut u hidrotermalnim venama i pegmatitima. Kristalizuje se u ortorombičkom sistemu i obično se javlja kao zemljaste do vlaknaste mase.
Prvi put je opisan 1841. godine za pojavu u Saksoniji. Termin bizmutit se u prošlosti koristio za bizmutinit.